# Krottenhill
Krottenhill ist ein Gemeindeteil der Gemeinde Ingenried im oberbayerischen Landkreis Weilheim-Schongau.

## Lage
Krottenhill liegt nahe der Bundesstraße 472 auf einer Anhöhe im westlichen Teil des Landkreises, nahe der Grenze zum Landkreis Ostallgäu. Auf rund 900 m ü. NHN gelegen, ist das Dorf eine der höchstgelegenen Siedlungen im Landkreis Weilheim-Schongau.

## Wirtschaft
Der etwa 85 Einwohner zählende Ort ist land- und forstwirtschaftlich geprägt.

## Geschichte
Der Ort wurde erstmals 1470 erwähnt. Der Ortsname deutet auf ehemals feuchtes und sumpfiges Gelände hin, wobei Krotten sich von Kröte herleitet und hill vom mittelhochdeutschen Flurnamen Hülwe, der so viel wie Sumpflache bedeutet.